# Iglesia de Nuestra Señora de la Misericordia (Penafiel)
La iglesia de la Misericordia (en portugués: Igreja da Misericórdia) es un templo católico que destaca por ser la antigua catedral en Penafiel, Portugal. Se encuentra en el Largo da Misericordia, en la ciudad de Penafiel.

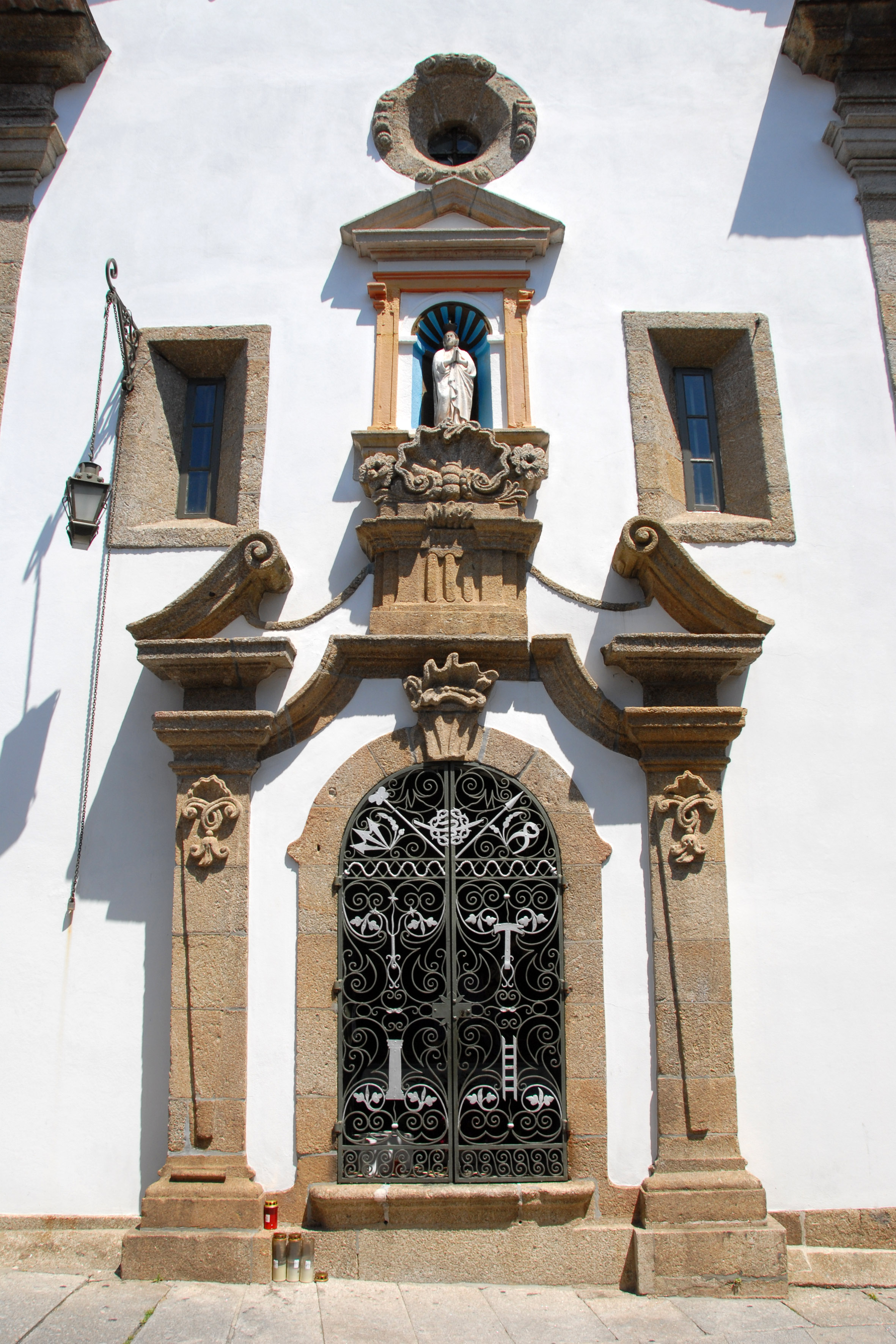
Portada

La iglesia de la Merced de Peñafiel se remonta al siglo XVII. Su construcción se debe a la iniciativa del padre Amaro Moreira, después enterrado en el coro. El trabajo en el edificio comenzó en 1620 para ser completado en 1631.
La fachada, concebida como un retablo, está bordeada por pilares en las esquinas, que acentúan la verticalidad. En el lado derecho se encuentra la torre campanario del siglo XVIII que termina en una cúpula bulbosa cubierta de tejas. El interior tiene una sola nave. El coro presenta un artesonado monumental. 